# Motor F Renault
El Motor F Renault (F para fundición, en francés fonte) es un motor de combustión interna para automóviles, de cuatro tiempos de cuatro cilindros en línea perforados directamente en bloque de hierro, refrigerado por agua, con árboles de levas accionados por una correa de distribución con una culata de aluminio y válvulas en cabeza, desarrollado y producido por Renault en los años 80 y que hace su aparición en el Renault 9 y en el Renault 11. Este motor está disponible en versiones de gasolina y Diésel, de 8 o 16 válvulas.

## Historia[1]
En diciembre de 1982, la Régie Renault propone un nuevo motor de 1596 cm³, de ciclo Diésel con una potencia de 55 CV (40 kilovatios) para el Renault 9. Se denomina F8M. Este nuevo 1.6D diseñado por el ingeniero George Douin, crea una nueva página en la historia de Renault. Este nuevo motor ya no posee camisas extraíbles, ya que Renault considera que los avances en la tecnología de los metales, ralentizan considerablemente el desgaste causado por el roce en las piezas mecanizadas. Este moderno motor de 4 cilindros adopta naturalmente, un árbol de levas en cabeza que se mueve a través de una correa dentada que también controla la bomba de inyección Diésel. Una segunda correa mueve el alternador y la bomba de agua, mientras que una bomba de vacío situada en la parte trasera proporciona asistencia a la frenada por Master Vac. El bloque de hierro fundido está coronado por una culata de aleación ligera Ricardo Comet con precámara. En la práctica, este nuevo motor resultará poco prestacional. Este es el primer motor Diésel de Renault, ya que el motor J8S (2.1D) de los Renault 20, 30, 18, 21 y Traffic, fue producido por la Sociedad "Française de Mécanique". El motor F8M del Renault 9 está colocado bajo el capó en posición transversal e inclinado 12° hacia atrás. Pocos meses después del lanzamiento del Renault 9 Diésel, fue lanzado en abril de 1983, el Renault 11, que hasta el otoño de 1983 no adoptó este nuevo motor Diésel.
En el otoño de 1983, Renault lanzó su nuevo motor de gasolina, el F2N de 1721 cm³ con carburador de doble cuerpo, cuya base es la del F8M 1,6 Diésel. Este motor tiene una arquitectura con cámaras de combustión de tipo Diésel integrados con pistones, lo cual no es común en un motor de gasolina. Este motor aparece en el Renault 11 GTX, el Renault 11 TXE y el futurista R11 TXE electrónico con medidor digital y síntesis de voz. En febrero de 1984, el Renault 9 a su vez adopta el motor F2N de 1,7 litros para sus nuevas versiones R9 GTX y R9 TXE. Hasta la llegada del motor F2N, el Renault 9 y Renault 11, estaban equipados sólo con motor Cléon-Fonte de fundición de hierro de 1108 cm³ y 1397 cm³ con árbol de levas lateral, que son de diseño antiguo, ya que este motor había aparecido en 1962 en el Renault 8 y el Renault Floride. Para las versiones más altas del Renault 9 y del Renault 11, era necesario contar con un motor más potente y un diseño especial más moderno y este papel lo ocupa el motor F2N. Por lo tanto, Renault ya no desea utilizar el "motor Cléon-Alu" del Renault 18, que también era de un diseño antiguo. Las versiones básicas con motor Cléon-Fonte son de aspiración natural y las versiones deportivas, como el Renault 9 Turbo y el Renault 11 Turbo están equipadas con un motor Cléon-Fonte de 1,4 litros alimentadas por un turbo Garrett.
El Renault 9 y el Renault 11 son modelos esenciales para Renault, ya que no sólo son motorizados por el motor F, sino que inauguran una nueva base técnica que se utiliza en muchos modelos. De hecho, este motor se reutiliza para el Renault 19, el Renault Megane I y Scenic I, Renault Super 5, Renault Express, Renault Clio I y II, Renault Kangoo I y Renault Twingo II. Los Renault 9 y 11 son los primeros coches de Renault en colocar el motor en posición transversal. El Renault 14 fue el primer Renault con el motor montado en posición transversal, pero con un chasis derivado del Peugeot 104. Su motor X fue fabricado por la Sociedad Française de Mécanique en conjunto con Peugeot y Renault y también se utilizaba en los modelos Peugeot Talbot y Citroën. El conocido motor PRV.
El motor F2N está diseñado como motor Diésel, lo que hace que sea un motor muy fuerte, pero con el problema de que el colector de admisión está justo por encima del colector de escape, lo que provoca un calentamiento en la base del carburador.
A partir de entonces, el motor Diésel 1,6 D F8M también equipa al Renault Supercinco y a los Volvo 340 y Volvo 360. El motor de gasolina de 1.721 cm³ F2N equipa a los Renault 21, Renault Super 5, Renault 19, Renault Clio I, Volvo 340, Volvo 360, Volvo 440, Volvo 460 y Volvo 480. A este motor Volvo lo renombrará como B18KP). Una versión con carburador de un solo cuerpo y 1.721 cm³ de gasolina, llamada F1N equipa a la Renault Trafic y al Renault 21. El motor de 1721 cm³ en su versión de gasolina también existe con inyección multipunto que se denominará F3N y equipará a las versiones estadounidenses del Renault 9 y Renault 11 (Renault Alliance y Renault Encore respectivamente), del Renault 21 (Renault Medallion) y Renault Super 5. Como los motores con turbo y carburador ya no cumplen con los estándares de contaminación en países como Alemania y Suiza, el Renault Super 5 GTE se venderá en lugar del Renault Super 5 GT Turbo y el Renault 11 GTE en vez del Renault 11 Turbo.
Volvo montó en sus modelos 440, 460 y 480 motores turbo de 1721 cm³ con inyección multipunto de combustible, que Volvo denomina B18FT. Estos motores se suelen buscar para hacer injertos en los Super 5 GT Turbo, Renault 9 Turbo y Renault 11 Turbo.

## Versiones de Gasolina

### F3M
El F3M tiene una cilindrada de 1596 cm³, con un diámetro de 78 mm (3,07 pulgadas) y una carrera de 83,5 mm (3,29 pulgadas), con una distribución SOHC 8 válvulas.
| Relación de compresión | Potencia máxima                  | Par motor         | Alimentación                            | Normativa de anticontaminación | Usos                |
| ---------------------- | -------------------------------- | ----------------- | --------------------------------------- | ------------------------------ | ------------------- |
| 10.0:1                 | 83 CV (61 kilovatios) @ 5500 rpm | 125 Nm @ 4000 rpm | Inyección multipunto Siemens-Bendix F3B | Euro 1, con catalizador        | Volvo 440 Volvo 460 |

### FxN
El FxN tiene una cilindrada de 1721 cm³, con un diámetro de 81 mm (3,19 pulgadas) y una carrera de 83,5 mm (3,29 pulgadas), con una distribución SOHC 8 válvulas.
| Versión                         | Relación de compresión | Potencia máxima                   | Par motor         | Alimentación            | Normativa de anticontaminación  | Usos                                                     |
| ------------------------------- | ---------------------- | --------------------------------- | ----------------- | ----------------------- | ------------------------------- | -------------------------------------------------------- |
| F1N                             | 9.5:1                  | 70 CV (51 kilovatios) @ 5000 rpm  | 129 Nm @ 3250 rpm | Carburación             | Euro 1, con catalizador         | Renault Trafic                                           |
| F2N (Renault), B18K102 (Volvo)  | 9.2:1                  | 82 CV (60 kilovatios) @ 5000 rpm  | 135 Nm @ 3250 rpm | Carburación Weber 28-32 | Euro 0                          | Renault 9 Renault 11 Volvo 340                           |
| F2N (Renault), B18KP111 (Volvo) | 9.2:1                  | 92 CV (68 kilovatios) @ 5700 rpm  | 138 Nm @ 3000 rpm | Carburación Solex       | Euro 0                          | Renault Clio I Renault 19 Renault 21 Volvo 440 Volvo 460 |
| F2N                             | 9.2:1                  | 90 CV (66 kilovatios) @ 5500 rpm  | 138 Nm @ 3000 rpm | Carburación Solex       | Euro 0                          | Renault Supercinco Renault 9 Renault 11                  |
| F2N                             | 9.2:1                  | 75 CV (55 kilovatios) @ 5000 rpm  | 125 Nm @ 3250 rpm | Carburación Solex       | Euro 0                          | Renault 21                                               |
| F3N                             | 9.5:1                  | 95 CV (70 kilovatios) @ 5250 rpm  | 140 Nm @ 3000 rpm | Inyección monopunto     | Euro 0, con catalizador         | Renault 19                                               |
| F3N                             | 9.5:1                  | 93 CV (68 kilovatios) @ 5250 rpm  | 140 Nm @ 3000 rpm | Inyección monopunto     | Euro 1, con catalizador         | Renault 19 Renault 21                                    |
| F3N                             | 10.5:1                 | 107 CV (79 kilovatios) @ 5800 rpm | 150 Nm @ 4000 rpm | Inyección multipunto    | Euro 0                          | Renault 19                                               |
| B18EP                           | 10.5:1                 | 102 CV (75 kilovatios) @ 5600 rpm | 143 Nm @ 3900 rpm | Inyección multipunto    | Euro 0; Euro 1, con catalizador | Volvo 440 Volvo 460 Volvo 480                            |

### F7P
El F7P tiene una cilindrada de 1764 cm³, con un diámetro de 82 mm (3,23 pulgadas) y una carrera de 83,5 mm (3,29 pulgadas), con una distribución DOHC 16 válvulas, alimentación vía inyección multipunto y una relación de compresión de 10.7:1.
| Código interno | Potencia máxima                    | Par motor         | Normativa de anticontaminación | Usos                              |
| -------------- | ---------------------------------- | ----------------- | ------------------------------ | --------------------------------- |
| 704            | 140 CV (103 kilovatios) @ 6500 rpm | 165 Nm @ 4250 rpm | Euro 0                         | Renault 19 16V Renault Clio I 16V |
| 722            | 137 CV (101 kilovatios) @ 6500 rpm | 165 Nm @ 4250 rpm | Euro 1, con catalizador        | Renault 19 16V Renault Clio I 16V |

### F4P
El F4P tiene una cilindrada de 1783 cm³, con un diámetro de 82,7 mm (3,26 pulgadas) y una carrera de 83 mm (3,27 pulgadas), con alimentación vía inyección multipunto y catalizador.
| Código interno                                   | Distribución     | Relación de compresión | Potencia máxima                   | Par motor         | Normativa de anticontaminación | Usos                                         |
| ------------------------------------------------ | ---------------- | ---------------------- | --------------------------------- | ----------------- | ------------------------------ | -------------------------------------------- |
| 670, 674, 678 (Renault), B18U10/3200/203 (Volvo) | SOHC 8 válvulas  | 9.7:1                  | 93 CV (68 kilovatios) @ 5250 rpm  | 148 Nm @ 3000 rpm | Euro 1, Euro 2                 | Renault Laguna I Volvo 440 Volvo 460         |
| 760                                              | DOHC 16 válvulas | 9.8:1                  | 120 CV (88 kilovatios) @ 5750 rpm | 165 Nm @ 3750 rpm | Euro 2, Euro 3                 | Renault Laguna I Renault Laguna II Volvo S40 |
| 720, 722                                         | DOHC 16 válvulas | 9.8:1                  | 115 CV (85 kilovatios) @ 5750 rpm | 158 Nm @ 3750 rpm | Euro 3                         | Renault Megane I Renault Scenic I            |

### F3P
El F3P tiene una cilindrada de 1794 cm³, con un diámetro de 82,7 mm (3,26 pulgadas) y una carrera de 83,5 mm (3,29 pulgadas). Cuenta con una distribución SOHC 8 válvulas, catalizador y su normativa de anticontaminación es Euro 1.
| Código interno          | Relación de compresión | Potencia máxima                   | Par motor         | Alimentación         | Usos                                       |
| ----------------------- | ---------------------- | --------------------------------- | ----------------- | -------------------- | ------------------------------------------ |
| 710, 714, 720, 724, 754 | 9.7:1                  | 88 CV (65 kilovatios) @ 5750 rpm  | 142 Nm @ 2750 rpm | Inyección monopunto  | Renault Clio I Renault 19 Renault Laguna I |
| 700, 712                | 9.8:1                  | 110 CV (81 kilovatios) @ 5500 rpm | 155 Nm @ 4250 rpm | Inyección multipunto | Renault Clio I Renault 19                  |

### FxR
El FxR tiene una cilindrada de 1998 cm³, con un diámetro de 82,7 mm (3,26 pulgadas) y una carrera de 93 mm (3,66 pulgadas). Todos cuentan con catalizador.
| Versión | Código interno                                          | Distribución       | Relación de compresión | Potencia máxima                    | Par motor              | Alimentación                                         | Normativa de anticontaminación | Usos                                                                     |
| ------- | ------------------------------------------------------- | ------------------ | ---------------------- | ---------------------------------- | ---------------------- | ---------------------------------------------------- | ------------------------------ | ------------------------------------------------------------------------ |
| F3R     | 722, 723, 728, 742, 768, 769 (Renault), B20F116 (Volvo) | SOHC 8 válvulas    | 9.8:1                  | 114 CV (84 kilovatios) @ 5400 rpm  | 168 Nm @ 4250 rpm      | Inyección multipunto                                 | Euro 1, Euro 2                 | Renault Megane I Renault Laguna I Renault Espace III Volvo 440 Volvo 480 |
| F7R     | 700                                                     | 16 válvulas (DOHC) | 10.0:1                 | 147 CV (108 kilovatios) @ 6100 rpm | 185 Nm @ 4500 rpm      | Inyección multipunto Bendix Fenix 3A                 | Euro 1, Euro 2                 | Renault Clio I Williams Renault Megane I                                 |
| F5R     | 700, 740                                                | 16 válvulas (DOHC) | 11.5:1                 | 140 CV (103 kilovatios) @ 5500 rpm | 200 Nm @ 4250 rpm      | Inyección directa                                    | Euro 2, Euro 3                 | Renault Megane I 2.0 IDE Renault Laguna II 2.0 IDE                       |
| F4R     | 700, 701, 740, 741, 744                                 | 16 válvulas (DOHC) | 9.8:1                  | 140 CV (103 kilovatios) @ 5500 rpm | 190 Nm @ 3250 rpm      | Inyección multipunto                                 | Euro 2                         | Renault Espace III Renault Laguna I Renault Scenic I                     |
| F4R     | 795                                                     | 16 válvulas (DOHC) | 9.8:1                  | 135 CV (99 kilovatios) @ 5500 rpm  | 191 Nm @ 3750 rpm      | Inyección multipunto                                 | Euro 3                         | Renault Megane II Renault Scenic II Renault Laguna II Renault Espace IV  |
| F4R     |                                                         | 16 válvulas (DOHC) | 9.8:1                  | 140 CV (103 kilovatios) @ 6000 rpm | 195 Nm @ 3750 rpm      | Inyección multipunto                                 | Euro 2                         | Renault Megane III                                                       |
| F4R     | 730, 736                                                | 16 válvulas (DOHC) | 11.0:1                 | 169 CV (124 kilovatios) @ 6250 rpm | 200 Nm @ 5400 rpm      | Inyección multipunto                                 | Euro 3                         | Renault Clio II Sport                                                    |
| F4R     | 738                                                     | 16 válvulas (DOHC) | 11.0:1                 | 180 CV (132 kilovatios) @ 6500 rpm | 200 Nm @ 5250 rpm      | Inyección multipunto                                 | Euro 3                         | Renault Clio II Sport                                                    |
| F4R-S   |                                                         | 16 válvulas (DOHC) | 11.5:1                 | 197 CV (145 kilovatios) @ 7250 rpm | 215 Nm @ 5500 rpm      | Inyección multipunto                                 | Euro 4                         | Renault Clio III Sport                                                   |
| F4R-S   |                                                         | 16 válvulas (DOHC) | 11.5:1                 | 201 CV (148 kilovatios) @ 7100 rpm | 215 Nm @ 5400 rpm      | Inyección multipunto                                 | Euro 4                         | Renault Clio III Sport                                                   |
| F4R-T   | 794, 795, 796, 797                                      | 16 válvulas (DOHC) | 9.5:1                  | 163 CV (120 kilovatios) @ 5000 rpm | 250 Nm @ 2000 rpm      | Inyección multipunto, turbo, intercooler             | Euro 3                         | Renault Avantime Renault Vel Satis Renault Espace IV                     |
| F4R-T   |                                                         | 16 válvulas (DOHC) | 9.5:1                  | 163 CV (120 kilovatios) @ 5000 rpm | 270 Nm @ 3250 rpm      | Inyección multipunto, turbo, intercooler             | Euro 3, Euro 4                 | Renault Megane II Renault Scenic II Renault Laguna II                    |
| F4R-T   | 896, 897                                                | 16 válvulas (DOHC) | 9.5:1                  | 170 CV (125 kilovatios) @ 6000 rpm | 270 Nm @ 3250 rpm      | Inyección multipunto, turbo, intercooler             | Euro 4, Euro 5                 | Renault Laguna III Renault Espace IV                                     |
| F4R-T   |                                                         | 16 válvulas (DOHC) | 9.5:1                  | 180 CV (132 kilovatios) @ 5500 rpm | 300 Nm @ 2250 rpm      | Inyección multipunto, turbo, intercooler             | Euro 4, Euro 5                 | Renault Megane III                                                       |
| F4R-T   |                                                         | 16 válvulas (DOHC) | 9.5:1                  | 190 CV (140 kilovatios) @ 5500 rpm | 300 Nm @ 2000 rpm      | Inyección multipunto, turbo, intercooler             | Euro 5                         | Renault Megane III                                                       |
| F4R-T   |                                                         | 16 válvulas (DOHC) | 9.0:1                  | 204 CV (150 kilovatios) @ 5000 rpm | 300 Nm @ 3000 rpm      | Inyección multipunto, turbo, intercooler             | Euro 4, Euro 5                 | Renault Laguna II Renault Laguna III                                     |
| F4R-T   |                                                         | 16 válvulas (DOHC) | 9.0:1                  | 220 CV (162 kilovatios) @ 5500 rpm | 340 Nm @ 2400 rpm      | Inyección multipunto, turbo, intercooler             | Euro 5                         | Renault Megane III                                                       |
| F4R-T   |                                                         | 16 válvulas (DOHC) | 9.0:1                  | 225 CV (165 kilovatios) @ 5500 rpm | 300 Nm @ 3000 rpm      | Inyección multipunto, turbo twin-scroll, intercooler | Euro 4                         | Renault Megane II Sport                                                  |
| F4R-T   |                                                         | 16 válvulas (DOHC) | 9.0:1                  | 230 CV (169 kilovatios) @ 5500 rpm | 310 Nm @ 3000 rpm      | Inyección multipunto, turbo twin-scroll, intercooler | Euro 4                         | Renault Megane II R26                                                    |
| F4R-T   |                                                         | 16 válvulas (DOHC) | 8.5:1                  | 250 CV (184 kilovatios) @ 5500 rpm | 340 Nm @ 3000 rpm      | Inyección multipunto, turbo twin-scroll, intercooler | Euro 5                         | Renault Megane III RS                                                    |
| F4R-T   |                                                         | 16 válvulas (DOHC) | 8.5:1                  | 265 CV (195 kilovatios) @ 5500 rpm | 360 Nm @ 3000-5000 rpm | Inyección multipunto, turbo twin-scroll, intercooler | Euro 5                         | Renault Megane III RS Renault Megane III RS Trophy                       |
| F4R-T   |                                                         | 16 válvulas (DOHC) | 8.5:1                  | 275 CV (202 kilovatios) @ 5500 rpm | 360 Nm @ 3000 rpm      | Inyección multipunto, turbo twin-scroll, intercooler | Euro 5, Euro 6                 | Renault Megane III RS Renault Megane III RS Trophy                       |

## Versiones diesel

### F8M
El F8M tiene una cilindrada de 1596 cm³, con un diámetro de 78 mm (3,07 pulgadas) y una carrera de 83,5 mm (3,29 pulgadas). No cuenta con catalizador.
| Distribución    | Relación de compresión | Potencia máxima                  | Par motor         | Alimentación        | Normativa de anticontaminación | Usos                                    |
| --------------- | ---------------------- | -------------------------------- | ----------------- | ------------------- | ------------------------------ | --------------------------------------- |
| SOHC 8 válvulas | 22.5:1                 | 55 CV (40 kilovatios) @ 4800 rpm | 100 Nm @ 2250 rpm | Inyección indirecta | Euro 0                         | Renault Supercinco Renault 11 Renault 9 |

### FxQ
El FxQ tiene una cilindrada de 1870 cm³, con un diámetro de 80 mm (3,15 pulgadas) y una carrera de 93 mm (3,66 pulgadas), con distribución SOHC 8 válvulas.
| Versión                         | Código interno     | Relación de compresión | Potencia máxima                   | Par motor         | Alimentación                                       | Normativa de anticontaminación          | Usos |
| ------------------------------- | ------------------ | ---------------------- | --------------------------------- | ----------------- | -------------------------------------------------- | --------------------------------------- | --- |
| F8Q                             | 730, 732           | 23.5:1                 | 64 CV (47 kilovatios) @ 4500 rpm  | 118 Nm @ 2500 rpm | Inyección indirecta                                | Euro 0; Euro 1, Euro 2, con catalizador | Renault Clio I Renault 19 |
| F8Q                             | 630, 632           | 21.5:1                 | 64 CV (47 kilovatios) @ 4500 rpm  | 118 Nm @ 2250 rpm | Inyección indirecta                                | Euro 2, con catalizador                 | Renault Clio II Renault Megane I Renault Scenic I Renault Kangoo I                                                                    |
| F8Q                             |                    | 21.5:1                 | 55 CV (40 kilovatios) @ 3900 rpm  | 123 Nm @ 2250 rpm | Inyección indirecta                                | Euro 1, con catalizador                 | Renault Express Renault Kangoo I |
| F8Qt                            |                    | 20.5:1                 | 93 CV (68 kilovatios) @ 4250 rpm  | 175 Nm @ 2250 rpm | Inyección indirecta, turbo, intercooler            | Euro 0; Euro 1, con catalizador         | Renault 19 |
| F8Qt (Renault), D19T204 (Volvo) |                    | 20.5:1                 | 90 CV (66 kilovatios) @ 4250 rpm  | 176 Nm @ 2000 rpm | Inyección indirecta, turbo, intercooler            | Euro 1, Euro 2, con catalizador         | Renault Megane I Volvo 460 Volvo S40                                                                                                  |
| F9Q                             | 710/716/717        | 18.3:1                 | 98 CV (72 kilovatios) @ 4000 rpm  | 200 Nm @ 2000 rpm | Inyección directa, turbo, intercooler              | Euro 2, con catalizador                 | Renault Megane I Renault Scenic I Renault Laguna I Renault Espace III                                                                 |
| F9Q                             | 780                | 18.3:1                 | 80 CV (59 kilovatios) @ 4000 rpm  | 160 Nm @ 2000 rpm | Inyección directa, turbo                           | Euro 2, Euro 3, con catalizador         | Renault Clio II Renault Megane I Renault Scenic I Renault Kangoo I                                                                    |
| F9Q                             | 754                | 19.0:1                 | 101 CV (74 kilovatios) @ 4000 rpm | 204 Nm @ 1500 rpm | Inyección directa, common-rail, turbo, intercooler | Euro 3, con catalizador                 | Renault Megane I Renault Scenic I Renault Laguna II                                                                                   |
| F9Q                             | 664                | 19.0:1                 | 92 CV (68 kilovatios) @ 4000 rpm  | 230 Nm @ 2000 rpm | Inyección directa, common-rail, turbo, intercooler | Euro 3, con catalizador                 | Renault Laguna II |
| F9Q                             | 718                | 19.0:1                 | 107 CV (79 kilovatios) @ 4000 rpm | 250 Nm @ 1750 rpm | Inyección directa, common-rail, turbo, intercooler | Euro 3, con catalizador                 | Renault Laguna II |
| F9Q                             | 670, 680, 820, 826 | 19.0:1                 | 120 CV (88 kilovatios) @ 4000 rpm | 270 Nm @ 2000 rpm | Inyección directa, common-rail, turbo, intercooler | Euro 3, con catalizador                 | Renault Megane II Renault Scenic II Renault Laguna II Renault Espace IV Volvo S40 Nissan Primera III                                  |
| F9Q                             |                    | 17.0:1                 | 130 CV (96 kilovatios) @ 4000 rpm | 300 Nm @ 2000 rpm | Inyección directa, common-rail, turbo, intercooler | Euro 4, Euro 5, con catalizador         | Fiat Idea Lancia Musa Renault Megane II Renault Megane III Renault Scenic II Renault Scenic III Renault Laguna II Suzuki Grand Vitara |

## Sustituto

### Versiones Diésel
A partir de 1987, el 1.6D sufre cambios para que sea más fiable. Esta segunda generación F8M, lamentablemente, resultó menos fiable en la culata y en la junta de culata. La eliminación del amianto, agravará los problemas en la junta de la culata.
Externamente, a la segunda generación del F8M se le reconoce por la tapa del árbol de levas, que está asegurada por tornillos pequeños, mientras que en la primera generación está asegurada por tuercas.
En 1988, Renault lanzó el Renault 19 sustituyendo a los Renault 9 y Renault 11. El F8M 1.6D desarrolla 55 CV (40 kilovatios) y no es lo suficientemente potente como para ser montado en el Renault 19, ya que resulta más pesado. Por lo que Renault cambia la carrera y el diámetro de los cilindros del 1,6 D, para obtener 1.870 cm³ (1,9 D), lo que dará lugar al nuevo motor F8Q que desarrolla 65 CV (48 kilovatios). Este motor también equipa al Renault Clio I y II, Renault Express, Renault 21, Renault Kangoo, Renault Megane I y Renault Trafic I. Una versión de 55 CV (40 kilovatios), apareció en los años 90. La primera generación de los motores F8Q continúa con los problemas de culata y junta de culata de los motores F8M de segunda generación. A finales de 1988, una versión turbo del 1.9 D se vende en el Renault 19, este motor se llama F8QT y desarrolla 95 CV (70 kilovatios). También se montará en el Renault Megane I y en los Volvo 440, Volvo 460, Volvo S40 y Volvo V40. Además hay otras marcas que montan este mismo motor como puede ser MITSUBISHI (EU) CARISMA 1.9 TD (1996-2005).
En el otoño de 1997, Renault equipa su 1.9 dT de inyección directa, lo que dará lugar al nacimiento del primer motor Renault de inyección directa. Este motor 1.9 dTi se llamará F9Q y se montará en los modelos Mégane I, Scénic I, Laguna I, Clio I y II y Kangoo I y II, además de en los Volvo, modelos S40 y V40.
En julio de 1999, Renault dota su 1.9 dTi de la tecnología de riel común (common rail) de alta presión, dando a luz al primer motor dCi de la marca, el 1.9 dCi tipo F9Q. Se montará en el Laguna I Fase 2. El 1.9 dCi también equipará a los Mégane y Scénic I Fase 2, Laguna II, Mégane II, Scénic II, Trafic II, Space IV, Master II, Megane III y Scénic III, además de los Volvo S40 y V40, Suzuki Grand Vitara, Nissan Primera y Mitsubishi Carisma.

### Versiones de gasolina
En 1986, aparece para el Renault 21, un motor de 2.0 litros, exactamente con una cilindrada de 1.965 cm³ con un carburador de doble cuerpo llamada F2R y en versión inyección llamada F3R. El F3R también se montó en el Renault Alliance GTA en América del Norte.
En 1989, Renault lanzó la versión deportiva del Renault 19, en sustitución del Renault 9 Turbo y Renault 11 Turbo. Renault abandona su legendario motor 1,4 Cléon-Fonte con turbo y carburación, en favor de un motor multiválvulas e inyección multipunto, que será una evolución del motor de 1.721 cm³ F2N, la carrera sigue siendo la misma, pero el diámetro se incrementa, dando como resultado una cilindrada de 1.764 cm³, combinado con una culata de 16 válvulas que equipará a los Renault 19 16 válvulas. Este motor de 140 CV (103 kilovatios), llamado F7P también equipará a los Clio 16 válvulas, en febrero de 1991, en sustitución del Super 5 GT Turbo. Desde julio de 1992, a los Clio 16 válvulas y Renault 19 16 válvulas se les equipó de serie con un convertidor catalítico o catalizador, con el fin de cumplir con los estándares de contaminación correspondientes al 1 de enero de 1993, lo que les hace perder 3 CV (2,2 kilovatios).
En 1993 aparece el Renault Clio Williams. Tal y como su nombre sugiere, el Renault Clio Williams no fue diseñado para celebrar los títulos conseguidos en la Fórmula 1 con el equipo de Frank Williams Racing Cars, sino para la homologación en competición (se requerían 2500 copias del mismo), para competir en el Grupo A. Renault necesita un motor de 2.0 litros para tener más posibilidades de ganar en su categoría. Así que a partir del motor F7P del Renault Clio 16 válvulas, Renault desarrolló su motor de 1998 cm³ y 150 CV (110 kilovatios), llamado F7R. El aumento de la cilindrada se consiguió aumentando el diámetro del cilindro en 0,7 mm (0 pulgadas). y la adopción del cigüeñal de un Clio Diésel para conseguir un diámetro de 83,5 mm (3,29 pulgadas) y una carrera de 93 mm (3,66 pulgadas). Este cigüeñal originalmente "de calle" permite al motor obtener un mayor par que llegó hasta los 175 Nm a 4.500 rpm. El F7R también equipó al Mégane I coupé y Spider.
El 1 de enero de 1993, todos los coches de gasolina deben de estar equipados con un sistema de inyección de combustible y un catalizador, en esta ocasión el F2N de 1.721 cm³ verá aumentado su diámetro hasta llegar a los 1.794 cm³. Este motor se llama F3P y equipa al Renault Clio I y al Renault 19, además de a los Volvo 440 y Volvo 460, pero en este caso Volvo los denomina B18 U. En contraste, el Renault 21, en el final de su vida comercial conserva su motor de 1.721 cm³, pero con la inyección, usando para ello el motor F3N. Y Volvo también conserva su motor de 1721 cm³ e inyección, llamado en este caso por Volvo B18EP, junto con el nuevo motor de 1794 cm³. En 1994, el Laguna I estará equipado con el motor F3P.
Volvo también comercializa una versión de 1596 cm³ de gasolina e inyección multipunto y llama a este motor B16F para ir montados en los Volvo 440 y Volvo 460. La peculiaridad de este motor es que tiene el mismo diámetro y la misma carrera que el F8M Diésel y por lo tanto la misma cilindrada.
También habrá una versión de ocho válvulas del motor F7R del Clio Williams, de 115 CV (85 kilovatios) que apareció en el Laguna I y que también se montaba en los Renault Mégane I, Scenic I y Espace III. A esta versión se le conoce como F3R. En los Volvo 440, 460 y 480, se le conoce como B20F. Este nuevo F3R de 1998 cm³ sustituye al antiguo F3R de 1965 cm³.
El motor F4P aparece en 1998, en el Laguna I Fase 2. Este nuevo 1,8 de 1783 cm³ y 16 válvulas también equipa a los Mégane y Scénic I y Laguna II. Al mismo tiempo, el F4R se comercializa en el Laguna I y en la Espace III. Este motor iguala los 1.998 cm³ del F7R del Clio Williams, y es también montado en los Mégane II, Mégane III y Laguna II. La particularidad de los motores F4P y F4R es que tienen una culata de 16 válvulas similar a la de los motores K (K4J y K4M). Los motores F4P y F4R comparten el mismo kit de distribución e incluso la bomba de agua que los motores K 16 válvulas (K4J y K4M).
En 1999, hace aparición el motor F5R, que es el motor F7R equipado con inyección directa. Este motor F5R 2.0 16v equipa al Megane I coupé IDE y convertible, así como al Laguna II. Este será el primer motor de gasolina con inyección directa del fabricante francés.
También en 1999, Renault presenta el Clio II RS, que contaba con el motor F4R de 1998 cm³ y 16 válvulas, desarrollando 172 CV (127 kilovatios). Esta es una evolución del motor F7R del Renault Clio Williams. En 2004, la potencia del Clio II RS Fase 3 se incrementó en 10 CV (7 kilovatios) hasta alcanzar los 182 CV (134 kilovatios).
En 2006, al motor F4R del Clio III RS se le revisó el motor para que desarrollará 197 CV (145 kilovatios) en el Fase 1 y posteriormente otra revisión incrementó su potencia hasta los 203 CV (149 kilovatios) del Fase 2.
El F4R tiene una versión turbo llamada F4Rt que equipa a los Renault Mégane II y III, Laguna II y III, Avantime y Vel Satis, pero sobre todo es la base utilizada para el Megane II RS 225 CV (165 kilovatios), 230 CV (169 kilovatios) para la versión F1 Team R26 y R26.R.
El Megane III RS se presenta en marzo de 2009 en el Salón de Ginebra y está equipado con el motor F4Rt de 2.0 litros con 16 válvulas y turbo twin-scroll produciendo 250 CV (184 kilovatios) y 340 Nm.
En junio de 2011, Renault lanza una edición limitada llamada Megane RS Trophy que aumenta en 15 CV (11 kilovatios) la potencia y en 20 Nm. el par del F4Rt hasta los 265 CV (195 kilovatios) y 360 Nm.
En 2014, otro nuevo reajuste del F4Rt incrementa en 10 CV (7 kilovatios) más su potencia, llegando hasta los 275 CV (202 kilovatios) y manteniendo el par, para equipar al Megane III RS. Este motor también se monta en dos ediciones limitadas del Megane llamadas Megane RS 275 Trophy y Megane RS 275 Trophy R.

## Diferentes cilindradas
|               | Diésel                  | Diésel                | Gasolina                | Gasolina                | Gasolina                | Gasolina                | Gasolina                | Gasolina                | Gasolina                            |
| Tipo de motor | F8M                     | F8Q - F8QT - F9Q      | Bl16F                   | F1N - F2N - F3N -       | F7P                     | F4P                     | F3P - B18U              | F2R - F3R               | F3R - F7R - F5R - F4R - F4RT - B20F |
| ------------- | ----------------------- | --------------------- | ----------------------- | ----------------------- | ----------------------- | ----------------------- | ----------------------- | ----------------------- | ----------------------------------- |
| Cilindrada    | 1596 cc                 | 1870 cc               | 1596 cc                 | 1721 cc                 | 1764 cc                 | 1783 cc                 | 1794 cc                 | 1965 cc                 | 1998 cc                             |
| Diámetro      | 78 mm (3,07 pulgadas)   | 80 mm (3,15 pulgadas) | 78 mm (3,07 pulgadas)   | 81 mm (3,19 pulgadas)   | 82 mm (3,23 pulgadas)   | 82,7 mm (3,26 pulgadas) | 82,7 mm (3,26 pulgadas) | 82,7 mm (3,26 pulgadas) | 82,7 mm (3,26 pulgadas)             |
| Carrera       | 83,5 mm (3,29 pulgadas) | 93 mm (3,66 pulgadas) | 83,5 mm (3,29 pulgadas) | 83,5 mm (3,29 pulgadas) | 83,5 mm (3,29 pulgadas) | 83 mm (3,27 pulgadas)   | 83,5 mm (3,29 pulgadas) | 93 mm (3,66 pulgadas)   | 93 mm (3,66 pulgadas)               |